# 法蘭西的瑪蒂爾德
法蘭西的瑪蒂爾德（法語：Mathilde de France，943年—992年），勃艮第王后，西法蘭克國王路易四世與德意志國王亨利一世之女格貝爾加的女兒。

## 家庭
964年，瑪蒂爾德與勃艮第國王康拉德三世結婚，兩人共有1子2女：
1. 貝兒塔（964年—1010年），法蘭西國王羅貝爾二世第二任王后，因羅貝爾二世被教宗格里高利五世處以絕罰，與羅貝爾二世的婚姻關係最終被廢除。
2. 格貝爾加（965年—1018/19年），士瓦本公爵夫人
3. 魯道夫（970年—1032年），勃艮第國王